# 神尾 (菊川市)
神尾（かんのお）は静岡県菊川市の大字。

## 地理
菊川市の東部、六郷地区の南部に位置する。東・西・南で東横地、北で半済及び牛渕と接する。

### 河川
- 牛淵川

### 字一覧
20以上の字がある（2018年（平成30年）10月16日現在）。
- 森口（もりぐち）
- 大平（おおひら）
- 杉ノ谷（すぎのや）
- 琵琶田（びわた）
- 山脇（やまわき）
- 南山（みなみやま）
- 矢田ノ谷（やたのや）
- 駒場（こまば）
- 荒巻（あらまき）
- 薮下（やぶした）
- 舞台（ぶたい）
- 久之木田（くのきだ）
- 宮ノ谷（みやのや）
- 八幡前（はちまんまえ）
- 住川（すみかわ）
- 松竹谷（しょうちくや）
- 上ノ山（うえのやま）
- 芝原（しばはら）
- 井谷沢（いやざわ）
- 畔勝（あぜかち）
- 送神（おくりがみ）

## 歴史

### 沿革
- 1889年（明治22年）4月1日 - 町村制の施行により、城東郡神尾村が周辺の村と合併し、城東郡六郷村となる[WEB 7]。旧村名は六郷村の大字として残る[WEB 8]。
- 1896年（明治29年）4月1日 - 郡制の施行により所属郡が小笠郡に変更。
- 1954年（昭和29年）1月1日 – 六郷村が堀之内町・内田村・横地村・加茂村と新設合併を行い、菊川町が発足する。
- 2005年（平成17年）1月17日 – 菊川町が小笠町と新設合併を行い、菊川市となる。

## その他

### 学区
小学校・中学校の学区は以下の通りである。
| 番・番地等 | 小学校             | 中学校               |
| ---------- | ------------------ | -------------------- |
| 全域       | 菊川市立六郷小学校 | 菊川市立菊川西中学校 |

### 警察
警察の管轄区域は以下の通りである。
| 番・番地等 | 警察署     | 交番・駐在所 |
| ---------- | ---------- | ------------ |
| 全域       | 菊川警察署 | 菊川駅前交番 |

### WEB
1. ↑  “h02_22.csv”.   総務省 (2022年2月10日). 2025年7月15日閲覧。
2. ↑  “静岡県菊川市 (22224)”.   人文学オープンデータ共同利用センター. 2025年7月15日閲覧。
3. ↑  “静岡県 菊川市 神尾の郵便番号 - 日本郵便”.   日本郵便. 2025年7月15日閲覧。
4. ↑  “市外局番の一覧”.   総務省 (2022年3月1日). 2025年7月15日閲覧。
5. ↑  “事業所案内及び管轄地域（事務所3件、分室3件）”.   一般社団法人静岡県自動車会議所. 2025年7月15日閲覧。
6. ↑  “菊川市小字一覧 - 静岡県オープンデータ”.   静岡県 (2018年10月16日). 2025年7月15日閲覧。
7. ↑  “historyofcities.pdf”.   静岡県総務部合併推進室・財団法人静岡県市町村振興協会. 2025年7月15日閲覧。
8. ↑  “解説ページ”.   株式会社エア. 2025年7月15日閲覧。
9. ↑  “菊川市／通学区域一覧”.   菊川市 (2024年4月1日). 2025年7月15日閲覧。
10. ↑  “交番駐在所一覧表｜静岡県警察”.   静岡県警察 (2023年6月12日). 2025年7月15日閲覧。